# Lapeirousia falcata
Lapeirousia falcata är en irisväxtart som först beskrevs av Carl von Linné d.y., och fick sitt nu gällande namn av Ker Gawl. Lapeirousia falcata ingår i släktet Lapeirousia och familjen irisväxter. Inga underarter finns listade i Catalogue of Life.